# Зелёный Рог (Черкасская область)
Зелёный Рог (укр. Зелений Ріг) — село в Жашковском районе Черкасской области Украины.
Население по переписи 2001 года составляло 614 человек. Почтовый индекс — 19235. Телефонный код — 4747.

## Местный совет
19235, Черкасская обл., Жашковский р-н, с. Зелёний Рог